# Illés Sándor (újságíró)
Illés Sándor (Temerin, 1914. február 12. – 2009. július 8.) magyar újságíró, költő, író, műfordító.
1932-ben, az I. Sándor Király Gimnáziumban érettségizett, Újvidéken. 1932–1935-ben egyetemi filozófiai szakon tanult, Belgrádban. 1936-ban Zombori Új Hírek című napilap felelős szerkesztője, 1941-től 1945-ig a Zombori Délvidék című napilap főszerkesztője. 1948-ban Szabad Szónál belső volt  munkatársa. 1949-ben a Friss Újság szerkesztője. 1951-től a Magyar Nemzetnél volt főmunkatárs. 1993–1994-ben a Dunántúli Új Hírek regionális napilap főszerkesztője, Veszprémben. Magyar–Horvát Társaság országos elnöke. Írásait, elbeszéléseit és értekezéseit sok folyóirat közölte. Több verseskötetét, regényét adták ki, melyből 15 kötet fordítása jelent meg szerb, horvát, bolgár írótól, köztük Ivo Andrić Nobel díjastól.

## Művei
Első verseskötete Újvidéken jelent meg 1932-ben. Ezután számos regény, riport, tanulmány jelent meg tollából, több mint húsz kötetben. A Magyar Nemzetben kiadott tárcáinak gyűjteménye Búcsúzik a kapitány címmel jelent meg 2006-ban. Szerb, horvát, szlovén és bolgár írók műveit fordította, köztük Miroslav Krleža, Ivo Andrić műveit ültette át magyarra.
- Csillaghullás (versek, 1932, Újvidék)
- Halott mesék (versek, Nagybecskerek, 1934)
- Virradatban (elbeszélés, Zombor, 1938)
- Egyenes úton (ifjúsági regény, 1950)
- Vihar a Tiszán (regény, 1951)
- Találkozás (kisregény, 1952)
- Első szántás (elbeszélés, 1952)
- A dolgozók egészségéért (riportok, 1952)
- Új ház a domboldalon (regény, 1955)
- Tiszazug (szociográfia, 1961)
- Morzsi (gyermekregény, 1969)
- Bakonyi legények (Sobri Jóska regényes élete, 1975)
- A túlsó part (regény, 1975)
- Pripady podporučika Bartosa (elbeszélés; [ford.: Ján Konôpka, eredeti cím: Az áruló névtábla], Pozsony, 1979)
- A homok óriása (Kocsis Pál életregénye, 1977)
- Sirató (regény, 1977)
- A fecskék délre szállnak (kisregény, elbeszélések, 1978)
- Kaland a szigeten (ifjúsági regény, 1979)
- A pénzcsináló (regény, 1980)
- Az utolsó napok (regény, 1982)
- A fekete bárány (regény, 1983) Archiválva 2009. november 19-i dátummal a Wayback Machine-ben
- Felszáll a köd (regény, 1983, ISBN 9631522709)
- Vihar után szivárvány (regény, 1988)
- Akiért nem szólt a harang (regény, 1991)
- Irgalom nélkül (elbeszélés, Békéscsaba, 1994)
- Újvidéki kaland; Cnesa–Püski, Kanizsa–Bp., 1995
- A reménység hídja; Logos, Tóthfalu, 1998
- Imádság és vallomás. Karcolatok, tárcák, jegyzetek; vál., előszó Varga Gabriella; Estrade-City Kft., Bp., 1999
- Hajnali madárfütty. Karcolatok, tárcák, jegyzetek; vál., sajtó alá rend. Varga Gabriella; Estrade-City Kft., Bp., 2000
- Egy marék föld. Versek; Logos, Tóthfalu, 2000
- "Miképpen mi is megbocsátunk"; Kairosz, Bp., 2005
- Búcsúzik a kapitány; Nemzet Lap- és Könyvkiadó, Bp., 2006
- For whom the bell did not toll (Akikért nem szólt a harang); angolra ford. Márta McConnell-Duff; Erdélyért Alapítvány, Bp., 2007

## Díjai
- Szocialista Munkáért Érdemérem (1955)
- Munka Érdemérem bronz fokozata (1965)
- Munka Érdemrend, ezüst fokozat (1974), arany fokozat (1981)
- Aranytoll Magyar Újságírók Országos Szövetsége elismerése (1986)
- Magyar Köztársasági Arany Érdemkereszt (1993)
- A Magyar Újságírók Közösségének Petőfi Sándor Sajtószabadság Díja (1994)
- Vajdasági Irodalmi Díj
- A Magyar Kultúra Lovagja (2001)
- Táncsics Mihály-díj (2004)
- Magyar Örökség díj
- Prima díj (2005)
- Mikszáth Kálmán-díj (2005)
- Zugló díszpolgára[2]